# فرودگاه گدریچ
فرودگاه گدریچ (به انگلیسی: Goderich Airport) (به زبان بومی: Goderich Municipal Airport) یک فرودگاه همگانی است که یک باند فرود چمن دارد و طول باند آن ۵۷۰ متر است. این فرودگاه در کشور کانادا قرار دارد و در ارتفاع ۲۱۷ متری از سطح دریا واقع شده‌است.